# Meleneta zetacelis
Meleneta zetacelis är en fjärilsart som beskrevs av Dyar 1910. Meleneta zetacelis ingår i släktet Meleneta och familjen Pantheidae. Inga underarter finns listade i Catalogue of Life.